# Шкодуновка
Шкодуновка (укр. Шкодунівка) — посёлок в Золотоношском районе Черкасской области Украины.
Население по переписи 2001 года составляло 49 человек. Почтовый индекс — 19710. Телефонный код — 4737.

## Местный совет
19710, Черкасская обл., Золотоношский р-н, с. Богданы